# Iset (épouse de Ramsès III)
Pour les articles homonymes, voir Iset.
La reine Iset ou Iset-ta-Hemdjeret, est la grande épouse royale de Ramsès III et la mère de Ramsès VI, pharaons de la XXe dynastie.

## Biographie
Iset porte les titres de « grande épouse royale », « mère du Roi » et « épouse de Dieu ».
On retrouve son nom ainsi formé sur une des statues de Ramsès III qui ornent le petit temple reposoir du grand temple de Mout à Karnak, ainsi que sur d'autres documents contemporains du règne ou de ceux des successeurs du roi. 
Elle survivra à son époux, mort des suites d'un complot de harem qui visait à mettre sur le trône Pentaour un autre prince, fils d'une épouse secondaire du roi. Il semble que, comme pour toutes les épouses de Ramsès III, son nom ne soit inscrit sur des monuments que lorsqu'un de ses fils est monté sur le trône. Sous le règne de son fils, Iset assiste à l'intronisation de sa petite-fille Isis à la fonction prestigieuse de divine adoratrice d'Amon. Elle meurt probablement peu de temps après au cours du règne de son fils qui lui fait décorer une tombe dans la vallée des Reines.

## Généalogie

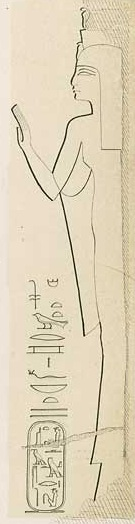
Iset-ta-Hemdjeret figurée sur le côté d'une statue de Ramsès III à Karnak

Iset est la fille d'une noble dame nommée Habassilat, patronyme d'origine syrienne, transcrit en égyptien ancien par Hemdjéret. De ce fait la reine Iset est parfois nommée Iset-ta-Hemdjeret, épithète que l'on peut traduire par celle d'Habassèlèt.
Iset est l'une des épouses du roi Ramsès III et la mère du roi Ramsès VI.
On a longtemps pensé qu'Iset était la mère de Ramsès IV, mais celui-ci est en fait le fils de la reine Tyti.

## Sépulture
Iset est enterrée dans la vallée des Reines, dans la tombe QV51, décrite par Champollion et documentée dans le Denkmahler de Lepsius. La construction de la tombe a peut-être commencé sous le règne de son époux, le roi Ramsès III, mais elle a été achevée sous le règne de son fils Ramsès VI. La tombe a été pillée dans l'Antiquité et est mentionnée dans les papyrus concernant les vols de tombes au cours de la XXe dynastie. La tombe de la reine a été ouverte une première fois en l'an 17 de Ramsès IX, mais les inspecteurs la déclare intacte, puis une seconde fois sous le règne de Ramsès XI, comme nous l'apprennent les enquêtes diligentées par les vizirs quand éclate le scandale des pillages à la fin de la XXe dynastie.
La tombe se compose d'un couloir se terminant par une salle principale et de deux chambres latérales. Le couloir est décoré de scènes montrant la reine devant diverses divinités, dont Ptah-Sokar, Atoum et Osiris. Les montants extérieurs de la salle principale contiennent un texte de Ramsès VI. La reine apparaît devant plusieurs dieux, dont Ptah, le dieu faucon, le dieu Anhour-Shou et Atoum. Les salles latérales sont décorées de scènes montrant diverses déesses, dont Neith, Serket, Isis et Nephtys. Des fragments d'un sarcophage en granit rouge ont été retrouvés lors des fouilles de Schiaparelli et sont aujourd'hui conservés au Museo Egizio de Turin, en Italie. Sa momie n'a jamais été retrouvée.